# Kužnjak
Kužnjak (lat. Datura), rod jednogodišnjeg raslinja, grmlja i drveća iz porodice krumpirovki  (pomoćnica). Postoji 12 priznatih vrsta danas raširenih po svim kontinentima osim Antarktike. Tipična i najpoznatija vrsta je D. stramonium L. koja je u Europu iz Amerike uvezena još u 15. stoljeću kao ukrasna biljka.

## Opis
Datura, također nazvana trnova jabuka, rod je od oko devet vrsta otrovnih cvjetnica iz porodice pomoćnica (Solanaceae). Nekoliko vrsta Datura skuplja se za upotrebu kao droga, a druge se uzgajaju zbog svojih raskošnih cvjetova. Mnoge se vrste u toplim dijelovima svijeta smatraju korovom i obično rastu uz ceste i druga napuštena staništa. Vrste Datura često se brkaju s članovima srodnog roda Brugmansia, koji sadrži niz ukrasnog drveća i grmlja poznatih kao anđeoske trube.
Fizički opis
Datura vrste su zeljaste raširene jednogodišnje ili kratkotrajne trajnice, koje karakteriziraju veliki cvjetovi u obliku trube. Mirisni cvjetovi mogu biti bijeli, žuti, ružičasti ili ljubičasti i daju bodljikavu kapsulu s brojnim sjemenkama. Listovi su jednostavni i naizmjenično raspoređeni, s režnjevitim, valovitim ili cijelim rubovima. Biljke sadrže moćne alkaloide, uključujući atropin, skopolamin i hioscijamin, i mogu biti smrtonosne ako se progutaju.
Glavne vrste
Različiti narodi, uključujući meksičke Indijance, u svojim vjerskim ceremonijama već su dugo koristili niz vrsta, posebno “trnovitu jabuku” (D. stramonium), “toloache” (D. innoxia) i “svetu daturu” (D. wrightii).

## Vrste
1. Datura arenicola Gentry ex Bye & Luna
2. Datura ceratocaula Ortega
3. Datura discolor Bernh.
4. Datura ferox L.,  bodljikavi kužnjak
5. Datura innoxia Mill., tankobodljikavi kužnjak
6. Datura kymatocarpa Barclay
7. Datura leichhardtii F. Muell.
8. Datura metel L., vražji kužnjak
9. Datura pruinosa Greenm.
10. Datura quercifolia Kunth
11. Datura reburra Barclay
12. Datura stramonium L., bijeli kužnjak
13. Datura wrightii Regel

## Sinonimi
- Apemon Raf.
- Ceratocaulos (Bernh.) Rchb.
- Stramonium Mill.